# 대산중학교 (충남)
대산중학교(大山中學校)는 대한민국 충청남도 서산시 대산읍 대산리에 있는 사립 중학교이다.

## 학교 연혁
- 1957년 7월 1일 : 대산고등공민학교 설립인가 (6학급)
- 1957년 7월 24일 : 설립자 김기풍 선생 (서울대 약대) 초대 교장 취임
- 1963년 2월 25일 : 대산중학교 설립 인가(6학급)
- 1963년 2월 25일 : 학교법인 세신학원 설립인가
- 1963년 2월 25일 : 초대 이사장 윤세웅 선생 취임
- 1982년 2월 25일 : 제3대 이사장 윤병관 선생 취임
- 2023년 10월 1일 : 제8대 백정현 교장 취임
- 2024년 1월 8일 : 제65회 졸업식(총 졸업생 수 12,964명)
- 2024년 3월 4일 : 신입생 입학식(입학생 수 60명)

## 참고 자료
- 대산중학교 - 한국교육학술정보원 학교알리미